# McLibel

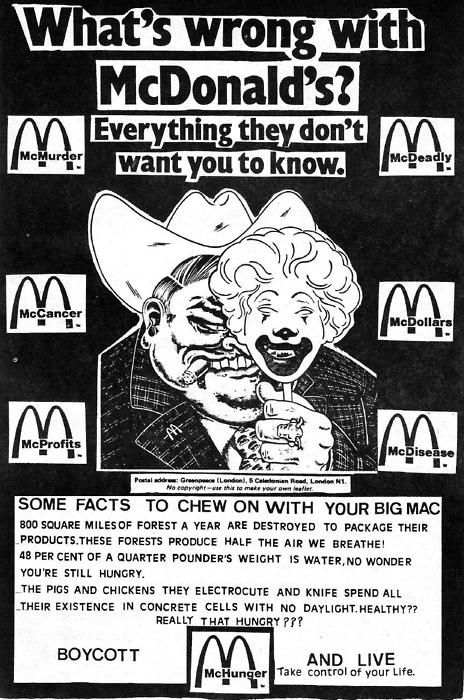
"What's wrong with McDonald's: everything they don't want you to know." Omslaget till den aktuella broschyren.

McLibel kallas det rättsfall där miljöaktivisterna Helen Steel och David Morris stämdes av McDonald's i ett förtalsmål efter att ha delat ut en pamflett.
Fallet varade i nästan tio år vilket, enligt BBC, gjorde det till det längsta pågående förtalsfallet i engelsk historia.
Steel och Morris nekades rättshjälp, trots att de hade begränsad inkomst. Således var de tvungna att representera sig själva, även om de fick betydande hjälp pro bono, bland annat från Keir Starmer.
I  september 2004 vann Steel och Morris i Europadomstolen över den brittiska staten för att ha hindrat de åtalade att utöva sin rätt till yttrandefrihet samt hindrat dem från att få en rättvis rättegång genom att, utan att tillhandahålla rättslig hjälp, ställa dem mot det rika och mäktiga multinationella företaget.

## Skildringar
Franny Armstrong och Ken Loach gjorde en dokumentärfilm, McLibel, om fallet.
Boken McLibel, Burger Culture on Trial av John Vidal handlar om fallet.